# Another Grey Area
Albums de Graham Parker
The Up Escalator
(1980) The Real Macaw
(1983)
Another Grey Area est un album de Graham Parker sorti en 1982 sur le label Arista Records. L'album a été coproduit par Jack Douglas et Parker lui-même. Nicky Hopkins joue du piano sur l'album.

## Liste des pistes
| No  | Titre                          | Auteur        | Durée |
| --- | ------------------------------ | ------------- | ----- |
| 1.  | Temporary Beauty               | Graham Parker | 3:54  |
| 2.  | Another Grey Area              | Parker        | 3:01  |
| 3.  | Big Fat Zero                   | Parker        | 2:47  |
| 4.  | No More Excuses                | Parker        | 4:31  |
| 5.  | Dark Side of the Bright Lights | Parker        | 3:38  |
| 6.  | Can't Waste a Minute           | Parker        | 3:30  |
| 7.  | You Hit the Spot               | Parker        | 3:31  |
| 8.  | It's All Worth Nothing Alone   | Parker        | 4:05  |
| 9.  | Crying for Attention           | Parker        | 4:07  |
| 10. | Thankless Task                 | Parker        | 4:13  |
| 11. | Fear Not                       | Parker        | 3:30  |

## Personnel
- Graham Parker – chant, guitare électrique, guitare acoustique
- Nicky Hopkins - piano
- George Small - claviers, ondioline
- Hugh McCracken - guitare électrique, harmonica
- David Brown - guitare électrique
- Doug Stegmeyer – guitare basse
- Michael Braun – batterie
- Kurt McGettric - flûte, saxophone baryton
- Jim Clouse – saxophones
- Paul Prestopino – banjo
- Jack Douglas - percussions
- Krystal Davis, Karen Lawrence, Eric Troyer, Fred Hostetler - chœurs